# Göte Andersson
Göte Håkan Andersson, född 29 oktober 1922 i Helsingborg, död 3 maj 2014 i Eslöv, var en svensk arkitekt.
Andersson, som var son till konstnär Edvard Andersson och Ingeborg Silfverstrand, avlade studentexamen i Helsingborg 1941 och utexaminerades från Kungliga Tekniska högskolan 1946. Han blev arkitekt på länsarkitektkontoret i Karlskrona 1949, i Säffle 1951, biträdande stadsarkitekt i Kalmar stad 1952 och var stadsarkitekt i Eslövs stad från 1958. I Eslöv ritade han polishuset. Han bedrev egen arkitektverksamhet från 1957. Han var revisorssuppleant i Eslöv-Onsjö sparbank från 1958.